# Limitele de viteză în Statele Unite ale Americii
Limitele de viteză în Statele Unite ale Americii sunt stabilite de fiecare stat sau teritoriu. Având în vedere că Statele Unite ale Americii utilizează sistemul imperial, vitezele sunt în mile (mile pe oră - mile per hour engleză - prescurtare mph). Limitele de viteză pe autostradă pot varia de la o viteză mică urbană de 35 mph (56 km/h) la o viteză de 85 mph (137 km/h) în mediul rural. Unele state au limite mai mici pentru camioane și pe timp de noapte, iar ocazional, există limite minime de viteză. Cele mai multe limite de viteză sunt stabilite de către stat, cu toate că fiecare stat permite diverselor subdiviziuni (comitat și municipalități) să stabilească o altă limită de viteză.
Cele mai mari limite de viteză sunt, în general, 70 mph (113 km/h), pe Coasta de Vest și statele estice interioare, 75–80 mph (121–129 km/h), în statele vestice interioare, alături de Louisiana, și 65–75 mph (105–121 km/h), pe coasta de est. Alaska, Connecticut, Delaware, Massachusetts, New Jersey, New York, Puerto Rico, Rhode Island, si Vermont au o limită maximă de 65 mph (105 km/h), iar Hawaii are o limită maximă de 60 mph (97 km/h). Washington, D.C. și Insulele Virgine ale Statelor Unite au o limită maximă de viteză de 55 mph (89 km/h), iar Guam și Samoa au limite de viteză de 45 mph (72 km/h). Neobișnuit pentru un stat la est de Mississippi, o mare parte din I-95 în Maine la nord de Bangor permite până la 75 mph (121 km/h). Legea din Nevada permite limite de viteză de până la 80 mph (129 km/h). Limita cea mai mare de viteză stabilită în întreaga țară poate fi găsită într-o singură porțiune de autostradă din mediul rural în Texas, și este de 85 mph (137 km/h).

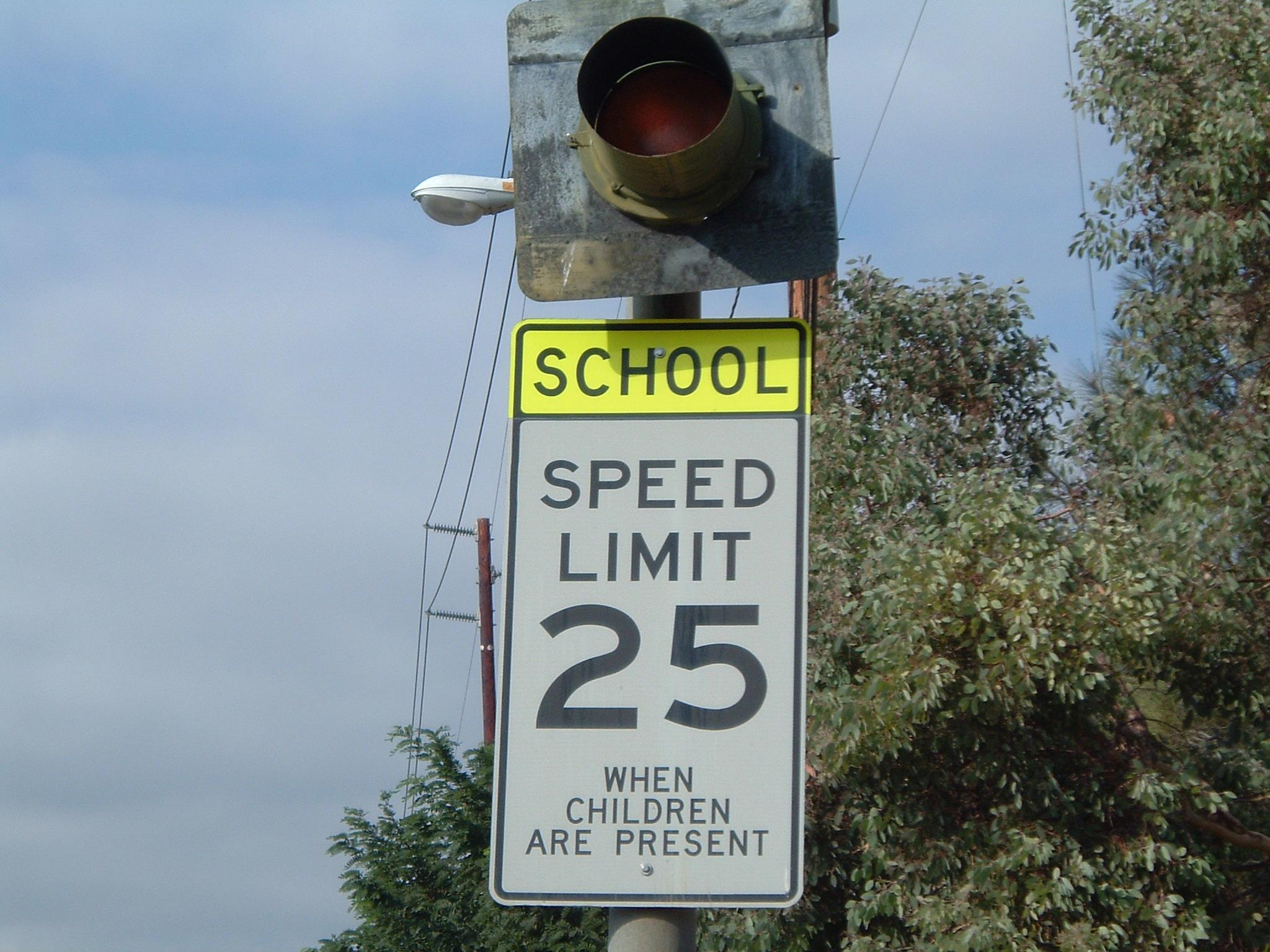
Un indicator de limitare a vitezei într-o zonă de școală, împreună cu o lumină de avertizare mai sus

Model de indicator folosit în Oregon, acesta nu are cuvântul LIMIT (limită). Modelele folosite pentru indicatoare variază deoarece nu sunt cele standard în Oregon.

## Prezentare generală

### Limite de viteză
Acest tabel conține limitele de viteză cele mai uzuale afișate în timpul zilei, în mile pe oră, pe drumuri obișnuite din fiecare categorie. Valorile prezentate nu sunt neapărat cele mai mari sau cel mai mici. De obicei, ele indică, dar nu întotdeauna, limitele de viteză legale. Anumite state și teritorii au limite inferioare de viteză pentru camioane aplicabile camioanelor grele. Dacă sunt prezente, ele sunt, de obicei numai pe autostrăzi sau alte drumuri de mare viteză. Nevada și Washington permit viteze de până la 80–75 mile pe oră (129–121 km/h), dar cea mai mare viteză permisă de indicatoare este de 75–70 mile pe oră (121–113 km/h). Mississippi permite viteze de până la 80 mile pe oră (130 km/h) pe drumurile cu taxă, dar nu există astfel de drumuri.
| Legendă: | Legendă: | Legendă: |
| --- | --- | --- |
| Autostradă: Autostrada interstatală sau alte autostrăzi statale sau U.S. Route construite la standarde interstatale. Autostradă cu separatoare: Autostradă statală sau U.S. route, în general, cu patru sau mai multe benzi, dar nu sunt construite la standarde Interstatale, dar cu separatoare mediane. Drumuri rurale fără separatoare: Comitat, Statal sau U.S. route, în general, cu două până la patru benzi, fără separator între direcțiile de deplasare. Stradă rezidențială/rezidențiale:: Străzi rezidențiale, cartiere de afaceri sau zonă de școală. | | |
| - 5 mile pe oră (8,0 km/h) - 10 mile pe oră (16 km/h) - 15 mile pe oră (24 km/h) - 20 mile pe oră (32 km/h) - 25 mile pe oră (40 km/h) | - 30 mile pe oră (48 km/h) - 35 mile pe oră (56 km/h). - 40 mile pe oră (64 km/h) - 45 mile pe oră (72 km/h) - 50 mile pe oră (80 km/h) - 55 mile pe oră (89 km/h) | - 60 mile pe oră (97 km/h) - 65 mile pe oră (105 km/h) - 70 mile pe oră (110 km/h) - 75 mile pe oră (121 km/h) - 80 mile pe oră (130 km/h) - 85 mile pe oră (137 km/h) |

| Stat sau teritoriu       | Autostradă (rural)                              | Autostradă (autocamioane)                       | Autostradă (urban)       | Separatoare (rural)      | Fară separatoare (rural) | Rezidențial            |
| ------------------------ | ----------------------------------------------- | ----------------------------------------------- | ------------------------ | ------------------------ | ------------------------ | ---------------------- |
| Alabama                  | 70 mph (113 km/h)                               | 70 mph (113 km/h)                               | 55–65 mph (89–105 km/h)  | 65 mph (105 km/h)        | 45–55 mph (72–89 km/h)   | 15–25 mph (24–40 km/h) |
| Alaska                   | 65 mph (105 km/h)                               | 65 mph (105 km/h)                               | 60 mph (97 km/h)         | 55–65 mph (89–105 km/h)  | 45–65 mph (72–105 km/h)  | 20–25 mph (32–40 km/h) |
| American Samoa           | –                                               | –                                               | –                        | 45 mph (72 km/h)         | 25–45 mph (40–72 km/h)   | 15 mph (24 km/h)       |
| Arizona                  | 65–75 mph (105–121 km/h)                        | 65–75 mph (105–121 km/h)                        | 55–65 mph (89–105 km/h)  | 55–65 mph (89–105 km/h)  | 45–65 mph (72–105 km/h)  | 15–25 mph (24–40 km/h) |
| Arkansas                 | 70 mph (113 km/h)                               | 70 mph (113 km/h)                               | 65 mph (105 km/h)        | 65 mph (105 km/h)        | 55–60 mph (89–97 km/h)   | 30 mph (48 km/h)       |
| California               | 65–70 mph (105–113 km/h)                        | 55 mph (89 km/h)                                | 50–65 mph (80–105 km/h)  | 65 mph (105 km/h)        | 55–65 mph (89–105 km/h)  | 25–30 mph (40–48 km/h) |
| Colorado                 | 65–75 mph (105–121 km/h)                        | 65–75 mph (105–121 km/h)                        | 55–65 mph (89–105 km/h)  | 55–65 mph (89–105 km/h)  | 55–65 mph (89–105 km/h)  | 20–35 mph (32–56 km/h) |
| Connecticut              | 65 mph (105 km/h)                               | 65 mph (105 km/h)                               | 45–65 mph (72–105 km/h)  | 55 mph (89 km/h)         | 45–55 mph (72–89 km/h)   | 20–40 mph (32–64 km/h) |
| Delaware                 | 65 mph (105 km/h)                               | 65 mph (105 km/h)                               | 50–65 mph (80–105 km/h)  | 45–55 mph (72–89 km/h)   | 35–50 mph (56–80 km/h)   | 20–35 mph (32–56 km/h) |
| District of Columbia     | –                                               | –                                               | 45–55 mph (72–89 km/h)   | –                        | –                        | 15–25 mph (24–40 km/h) |
| Florida                  | 70 mph (113 km/h)                               | 70 mph (113 km/h)                               | 50–70 mph (80–113 km/h)  | 55–65 mph (89–105 km/h)  | 55–60 mph (89–97 km/h)   | 10–50 mph (16–80 km/h) |
| Georgia                  | 70 mph (113 km/h)                               | 70 mph (113 km/h)                               | 55–70 mph (89–113 km/h)  | 65 mph (105 km/h)        | 55 mph (89 km/h)         | 25–45 mph (40–72 km/h) |
| Guam                     | –                                               | –                                               | –                        | 35–45 mph (56–72 km/h)   | 35–45 mph (56–72 km/h)   |                        |
| Hawaii                   | 55–60 mph (89–97 km/h)                          | 55–60 mph (89–97 km/h)                          | 35–55 mph (56–89 km/h)   | 45–55 mph (72–89 km/h)   | 45–60 mph (72–97 km/h)   | 25 mph (40 km/h)       |
| Idaho                    | 70–80 mph (110–130 km/h)                        | 70 mph (113 km/h)                               | 60–65 mph (97–105 km/h)  | 65–70 mph (105–113 km/h) | 55–70 mph (89–113 km/h)  | 25–30 mph (40–48 km/h) |
| Illinois                 | 70 mph (113 km/h)                               | 70 mph (113 km/h)                               | 45–70 mph (72–113 km/h)  | 65 mph (105 km/h)        | 55 mph (89 km/h)         | 20–30 mph (32–48 km/h) |
| Indiana                  | 70 mph (113 km/h)                               | 65 mph (105 km/h)                               | 50–70 mph (80–113 km/h)  | 50–60 mph (80–97 km/h)   | 50–55 mph (80–89 km/h)   | 20–30 mph (32–48 km/h) |
| Iowa                     | 70 mph (113 km/h)                               | 70 mph (113 km/h)                               | 55–65 mph (89–105 km/h)  | 65 mph (105 km/h)        | 45–55 mph (72–89 km/h)   | 25 mph (40 km/h)       |
| Kansas                   | 75 mph (121 km/h)                               | 75 mph (121 km/h)                               | 65 mph (105 km/h)        | 65–70 mph (105–113 km/h) | 55–65 mph (89–105 km/h)  | 20–30 mph (32–48 km/h) |
| Kentucky                 | 70 mph (113 km/h)                               | 70 mph (113 km/h)                               | 55–65 mph (89–105 km/h)  | 65 mph (105 km/h)        | 55 mph (89 km/h)         | 25–45 mph (40–72 km/h) |
| Louisiana                | 60–75 mph (97–121 km/h)                         | 60–75 mph (97–121 km/h)                         | 50–60 mph (80–97 km/h)   | 55–65 mph (89–105 km/h)  | 45–55 mph (72–89 km/h)   | 10–45 mph (16–72 km/h) |
| Maine                    | 70–75 mph (113–121 km/h)                        | 70–75 mph (113–121 km/h)                        | 50–65 mph (80–105 km/h)  | N/A                      | 45–55 mph (72–89 km/h)   | 25 mph (40 km/h)       |
| Maryland                 | 65–70 mph (105–113 km/h)                        | 65–70 mph (105–113 km/h)                        | 40–65 mph (64–105 km/h)  | 55 mph (89 km/h)         | 50–55 mph (80–89 km/h)   | 15–25 mph (24–40 km/h) |
| Massachusetts            | 65 mph (105 km/h)                               | 65 mph (105 km/h)                               | 45–55 mph (72–89 km/h)   | 55 mph (89 km/h)         | 45–55 mph (72–89 km/h)   | 20–30 mph (32–48 km/h) |
| Michigan                 | 70–75 mph (113–121 km/h)                        | 65 mph (105 km/h)                               | 55–70 mph (89–113 km/h)  | 55–65 mph (89–105 km/h)  | 55–65 mph (89–105 km/h)  | 25 mph (40 km/h)       |
| Minnesota                | 65–70 mph (105–113 km/h)                        | 65–70 mph (105–113 km/h)                        | 45–65 mph (72–105 km/h)  | 60–65 mph (97–105 km/h)  | 55–60 mph (89–97 km/h)   | 30 mph (48 km/h)       |
| Mississippi              | 70 mph (113 km/h)                               | 70 mph (113 km/h)                               | 60 mph (97 km/h)         | 65 mph (105 km/h)        | 55 mph (89 km/h)         | 25 mph (40 km/h)       |
| Missouri                 | 70 mph (113 km/h)                               | 70 mph (113 km/h)                               | 45–70 mph (72–113 km/h)  | 60–70 mph (97–113 km/h)  | 55–65 mph (89–105 km/h)  | 25–40 mph (40–64 km/h) |
| Montana                  | 75–80 mph (121–129 km/h)                        | 65 mph (105 km/h)                               | 65 mph (105 km/h)        | 65–70 mph (105–113 km/h) | 55–70 mph (89–113 km/h)  | 15–25 mph (24–40 km/h) |
| Nebraska                 | 75 mph (121 km/h)                               | 75 mph (121 km/h)                               | 55–65 mph (89–105 km/h)  | 65 mph (105 km/h)        | 60–65 mph (97–105 km/h)  | 25 mph (40 km/h)       |
| Nevada                   | 65–75 mph (105–121 km/h)                        | 65–75 mph (105–121 km/h)                        | 55–65 mph (89–105 km/h)  | 55–75 mph (89–121 km/h)  | 55–70 mph (89–113 km/h)  | 15–30 mph (24–48 km/h) |
| New Hampshire            | 65–70 mph (105–113 km/h)                        | 65–70 mph (105–113 km/h)                        | 35–65 mph (56–105 km/h)  | N/A                      | 35–55 mph (56–89 km/h)   | 20–30 mph (32–48 km/h) |
| New Jersey               | 65 mph (105 km/h)                               | 65 mph (105 km/h)                               | 50–65 mph (80–105 km/h)  | 55 mph (89 km/h)         | 30–55 mph (48–89 km/h)   | 15–35 mph (24–56 km/h) |
| New Mexico               | 75 mph (121 km/h)                               | 75 mph (121 km/h)                               | 55–75 mph (89–121 km/h)  | 55–75 mph (89–121 km/h)  | 55–65 mph (89–105 km/h)  | 15–55 mph (24–89 km/h) |
| New York                 | 65 mph (105 km/h)                               | 65 mph (105 km/h)                               | 35–55 mph (56–89 km/h)   | 45–55 mph (72–89 km/h)   | 35–55 mph (56–89 km/h)   | 15–45 mph (24–72 km/h) |
| North Carolina           | 65–70 mph (105–113 km/h)                        | 65–70 mph (105–113 km/h)                        | 50–60 mph (80–97 km/h)   | 55–60 mph (89–97 km/h)   | 55 mph (89 km/h)         | 20–35 mph (32–56 km/h) |
| North Dakota             | 75 mph (121 km/h)                               | 75 mph (121 km/h)                               | 55–65 mph (89–105 km/h)  | 65–70 mph (105–113 km/h) | 55–70 mph (89–113 km/h)  | 15–25 mph (24–40 km/h) |
| Northern Mariana Islands | –                                               | –                                               | 45 mph (72 km/h)         |                          |                          |                        |
| Ohio                     | 70 mph (113 km/h)                               | 70 mph (113 km/h)                               | 50–65 mph (80–105 km/h)  | 55–70 mph (89–113 km/h)  | 45–55 mph (72–89 km/h)   | 20–35 mph (32–56 km/h) |
| Oklahoma                 | 70 mph (113 km/h) (75 mph (121 km/h) turnpikes) | 70 mph (113 km/h) (75 mph (121 km/h) turnpikes) | 55–70 mph (89–113 km/h)  | 65–70 mph (105–113 km/h) | 55–65 mph (89–105 km/h)  | 25 mph (40 km/h)       |
| Oregon                   | 65–70 mph (105–113 km/h)                        | 55–65 mph (89–105 km/h)                         | 50–60 mph (80–97 km/h)   | 55–70 mph (89–113 km/h)  | 55–70 mph (89–113 km/h)  | 20–25 mph (32–40 km/h) |
| Pennsylvania             | 55–70 mph (89–113 km/h)                         | 55–70 mph (89–113 km/h)                         | 40–65 mph (64–105 km/h)  | 55 mph (89 km/h)         | 40–55 mph (64–89 km/h)   | 15–35 mph (24–56 km/h) |
| Puerto Rico              | 60–65 mph (97–105 km/h)                         | 50–55 mph (80–89 km/h)                          | 50–55 mph (80–89 km/h)   | 55 mph (89 km/h)         | 45–55 mph (72–89 km/h)   | 15–35 mph (24–56 km/h) |
| Rhode Island             | 65 mph (105 km/h)                               | 65 mph (105 km/h)                               | 50–55 mph (80–89 km/h)   | 55 mph (89 km/h)         | 50 mph (80 km/h)         | 20–25 mph (32–40 km/h) |
| South Carolina           | 70 mph (113 km/h)                               | 70 mph (113 km/h)                               | 60–70 mph (97–113 km/h)  | 55–60 mph (89–97 km/h)   | 45–55 mph (72–89 km/h)   | 15–30 mph (24–48 km/h) |
| South Dakota             | 75–80 mph (121–129 km/h)                        | 75–80 mph (121–129 km/h)                        | 65 mph (105 km/h)        | 65–70 mph (105–113 km/h) | 55–65 mph (89–105 km/h)  | 15–45 mph (24–72 km/h) |
| Tennessee                | 65–70 mph (105–113 km/h)                        | 65–70 mph (105–113 km/h)                        | 55–65 mph (89–105 km/h)  | 55–65 mph (89–105 km/h)  | 35–55 mph (56–89 km/h)   | 30 mph (48 km/h)       |
| Texas                    | 75–85 mph (121–137 km/h)                        | 75–85 mph (121–137 km/h)                        | 60–75 mph (97–121 km/h)  | 75 mph (121 km/h)        | 60–75 mph (97–121 km/h)  | 25–55 mph (40–89 km/h) |
| U.S. Virgin Islands      | –                                               | –                                               | –                        | 55 mph (89 km/h)         | 20–45 mph (32–72 km/h)   | 20 mph (32 km/h)       |
| Utah                     | 75–80 mph (121–129 km/h)                        | 75–80 mph (121–129 km/h)                        | 65–70 mph (105–113 km/h) | 55–65 mph (89–105 km/h)  | 55–65 mph (89–105 km/h)  | 20–35 mph (32–56 km/h) |
| Vermont                  | 65 mph (105 km/h)                               | 65 mph (105 km/h)                               | 55 mph (89 km/h)         | 55 mph (89 km/h)         | 50–55 mph (80–89 km/h)   |                        |
| Virginia                 | 65–70 mph (105–113 km/h)                        | 65–70 mph (105–113 km/h)                        | 55–65 mph (89–105 km/h)  | 55–60 mph (89–97 km/h)   | 55 mph (89 km/h)         | 15–35 mph (24–56 km/h) |
| Washington               | 70 mph (113 km/h)                               | 60 mph (97 km/h)                                | 60 mph (97 km/h)         | 60–70 mph (97–113 km/h)  | 55–65 mph (89–105 km/h)  | 20–50 mph (32–80 km/h) |
| West Virginia            | 60–70 mph (97–113 km/h)                         | 60–70 mph (97–113 km/h)                         | 55–65 mph (89–105 km/h)  | 65 mph (105 km/h)        | 55 mph (89 km/h)         | 15–55 mph (24–89 km/h) |
| Wisconsin                | 70 mph (113 km/h)                               | 70 mph (113 km/h)                               | 50–65 mph (80–105 km/h)  | 65 mph (105 km/h)        | 55 mph (89 km/h)         | 15–35 mph (24–56 km/h) |
| Wyoming                  | 75–80 mph (121–129 km/h)                        | 75–80 mph (121–129 km/h)                        | 65 mph (105 km/h)        | 70 mph (113 km/h)        | 55–70 mph (89–113 km/h)  | 30 mph (48 km/h)       |